# Гарадрим
Гарадрими  — народи людей Гараду, що служили Сауронові і складали одну з основних сил його армій.

## Народи Гараду
Людей Гараду мешканці Ґондору та інших земель північно-західного Середзем'я називали гарадримами або ж південцями. У гобітських легендах згадувалася також інша назва «свертінги». Для мешканців Ґондору «гарадримом» загалом вважався будь-який чоловік, що прийшов з-за їхнього південного кордону. Насправді ж, населення Гараду було неоднорідним та складалося з окремих гордих та войовничих народів. У «Сильмариліоні» гарадрими згадуються як «величний та жорстокий народ, що жив у просторих землях на півдні від Мордору поза гирлом Андуїну».
Усі гарадські племена загалом поділялися на мешканців Ближнього та Далекого Гараду, хоча у середині кожної з цих двох груп також існувало багато племен та народів, котрі часто-густо ворогували між собою.
У Другу Епоху першими з гарадримами зустрілися нуменорці, мешканці великого Острову, що розташовувався тоді на захід від Середзем'я. Хоча спочатку вони прийшли як друзі та учителі, але згодом королі Нуменору зажадали багатства та влади та почали освоювати окремі терени Середзем'я. В Умбарській затоці на південних берегах Затоки Белфалас, де була природна гавань, вони побудували великий порт, згодом перетворивши його на добре укріплену фортецю, з якої стягували данину з навколишніх гарадських племен. Багатьох гарадримів було убито або продано у рабство.
Пізніше над багатьма гарадримами, що жили неподалік узбережжя, утвердили свою владу Чорні Нуменорці. Як розповідається у «Сильмариліоні», незадовго до Війни Останнього Союзу двоє могутніх та лихих нуменорських володарів Герумор та Фуінур «здобули владу серед гарадримів». Однак про їхню подальшу долю ніде не говориться.
Протягом століть багатьма гарадримами усе ще правили володарі чорних нуменорців або ж королі Ґондору, однак поступово Гарад потрапив під вплив Мордору, і перебував під ним більшу частину Третьої Епохи.
У Ближньому Гараді згодом утворився союз чи, можливо, навіть свого роду коаліція між умбарськими корсарами та місцевими племенами, яка воювала з Ґондором за володіння Гарондором та Умбаром. Зокрема, 933 року гарадрими допомагають умбарським корсарам узяти в облогу Умбар, який тоді належав Ґондору. 1025 року ґондорський король Кіріанділ загинув у битві з умбарськими корсарами та гарадримами. Однак після великої битви, виграної сином Кіріанділа Кірьягером, правителі гарадримів на деякий час визнали зверхність Ґондору та навіть змушені були сплачувати данину та віддати у заручники своїх синів, які виховувалися у Ґондорі.
Пізніше інший союз було укладено між людьми Близького Гараду та візниками. 1944 року армії Гараду перейшли Порос та вдерлися до Південного Ітілієну, однак були розбиті Південною армією Ґондору на чолі з Еарнілом.
У Війні Перстеня південці виступили на боці Саурона та билися пліч-о-пліч з його арміями під червоними прапорами, у пішому строю, верхи або ж їздячи на спинах великих слоноподібних мумаків, які також тягли величезні вежі та машини. За словами Сема, у гобітівських легендах про гарадримів говорилося, що:
«Коли вони йдуть на війну, то їдуть верхи на оліфантах. Цілі будинки та вежі ставлять їм на спини, а оліфанти кидають у ворога камінням і деревами.»
Однак, можливо, це була усього-на-всього легенда, позаяк подібне використання оліфантами у битві каміння й дерев у Толкіна ніде не описується.
Один з гарадських ватажків у Пеленнорській битві носив прапор з чорним змієм на червоному тлі та був убитий королем Теоденом.
Як розповідається у «Поверненні Короля», «південці були хоробрі, войовничі й люті у відчаї». Під час Битви на Пеленнорських полях було знищено усю ворожу силу, і якщо до Мордору повернулися лише одиниці, то:
«до землі гарадримів долинули тільки далекі чутки про страшну помсту й міць Ґондору.»
Після падіння Саурона частина гарадримів та східнян з числа тих, що служили злу найдовше та найбільше ненавиділи Захід, не побажали шукати порятунку у втечі, як це зробили інші солдати Ворога, однак навпаки, згуртувалися для останньої безнадійної битви, адже були вони людьми гордими й відважними.
У Четверту Епоху після утворення Возз'єднаного Королівства король Араґорн уклав мир з народами Гараду. Однак у додатках згадуються військові кампанії на далеких полях Півдня, де пліч-о-пліч з Королем Елесаром був зі своїми вершниками і роганський король Еомер.

## Зовнішність
У «Двох вежах» наводиться досить докладний опис зовнішності принаймні деяких з людей, що населяли Гарад. У розділі ІІІ «Чорну браму зачинено» Ґолум, спостерігаючи за підходом загонів з Півдня до Мордору, розповідав про гарадримів наступним чином:
«Темні обличчя. Таких людей ми ще не бачили, ні, Смеаґол не бачив. Вони люті. Очі чорні, і волосся чорне та довге, й у вухах золоті кільця; так, красиве золото. Де в кого червона фарба на щоках, і червоні плащі, і прапори червоні, й вістря списів; і щити круглі, жовті й чорні, з великими шипами. Негарні, жорстокі, бридкі люди. Такі самі погані, як орки, але ще більші.»
Пізніше у Ітілієні Фродо та Сем стали свідками битви між слідопитами Фарамира та гарадримами. Сем, який спостерігав за нею поруч з Маблунґом та Дамродом:
"На якусь мить вихопив поглядом смаглявих людей у червоному, котрі бігли схилом, а за ними навздогін - воїни у зеленому, рубаючи їх на шляху. Повітря рясніло стрілами. Тоді раптом просто через край їхнього сховку, потрощивши тонкі дерева, мало не на гобітів перевалився якийсь чоловік. Він упав у папороть, обличчям додолу, зелене оперення стріли стирчало з-під золотого обруча на шиї. Його багряна одіж була розірвана, мідні пластини лат - порубані, чорні коси, заплетені золотими стрічками, просякли кров'ю. Засмагла долоня все ще стискала руків'я зламаного меча.»
У «Поверненні Короля» мешканці Далекого Гараду описуються як «темнолиці напівтролі з Далекого Гараду: з білими очима та червоними язиками». Однак до кінця незрозуміло, чи то були просто кремезні чоловіки, яких оповідач порівнював з тролями за їхній зріст та статуру, чи якісь покручі людей та тролів. На користь останньої версії свідчить використання Толкіном у «Двох вежах» схожих понять «напіворки» та «ґоблінолюди», а також «орколюди» та «людоорки» у пізніших роботах (наприклад, у «Перстені Морґота»), якими позначалися покручі від схрещування людей та орків, здійснюваного Сауроном та Саруманом.

## Мова
Толкін ніколи спеціально не розробляв окремої мови для гарадримів. Єдиним словом, яке, як стверджується, походить з мови південців, є «мумак», яке означало великих бойових слоноподібних істот з Гараду. Хоча у «Двох вежах» згадується, що «на півдні» Ґандальфа називали «Інканусом», що, за деякими припущеннями, також може бути словом з гарадської мови, однак сам автор вважає, що це є одним з слів Вестрону чи Синдаріну в формі, що побутувала у Ґондорі.
У одному з перших варіантів «Володаря Перстенів» згадуються назви Баранґіли (Barangils) та Гарван (Harwan), однак невідомо, чи сам Толкін відносив їх до гарадської мови.

Щодо назви Умбар, то не зважаючи на присутність у ній квенійського кореня «доля», вона походить з мови місцевих племен, а не з Адунаїка чи ельфійських мов.